# Artem Kontsevoy
Bản mẫu:Eastern Slavic name
Artsyom Uladzimiravich Kantsavy (tiếng Belarus: Арцём Канцавы; tiếng Nga: Артём Концевой; sinh 20 tháng 5 năm 1983 ở Gomel) là một cầu thủ bóng đá từ Belarus. Anh thi đấu ở vị trí tiền đạo cho Neman Grodno và cựu thành viên của đội tuyển quốc gia Belarus. Em trai của anh, Sergey Konsevoy cũng là một cầu thủ bóng đá.

## Danh hiệu và giải thưởng
BATE Borisov
- Vô địch Giải bóng đá ngoại hạng Belarus: 2002, 2010, 2011, 2012, 2013
- Vô địch Cúp bóng đá Belarus: 2009–10
- Vô địch Siêu cúp bóng đá Belarus: 2010, 2013

Spartak Moscow
- Vô địch Cúp bóng đá Nga: 2002–03

MTZ-RIPO Minsk
- Vô địch Cúp bóng đá Belarus: 2004–05, 2007–08